# Babeszje
Babeszje (Babesia) – rodzaj chorobotwórczych pasożytów należących do królestwa protista. Powodują u zwierząt kręgowych chorobę nazywaną babeszjozą. U ludzi może występować jako zoonoza. Należą tutaj następujące gatunki protistów:
- Babesia beliceri[1]
- Babesia benetti[1]
- Babesia bigemina[1] – powoduje u bydła gorączkę teksaską
- Babesia bovis[1] – powoduje hemoglobinurię bydła
- Babesia caballi[1] – powoduje babeszjozę koni
- Babesia canis[1] – powoduje babeszjozę psów
- Babesia capreoli
- Babesia cati
- Babesia crassa[1]
- Babesia divergens[1] – powoduje hemoglobinurię europejską
- Babesia duncani
- Babesia equi – powoduje babeszjozę koni
- Babesia felis[1]
- Babesia gibsoni[1] – powoduje babeszjozę psów
- Babesia herpailuri
- Babesia jakimovi[1]
- Babesia kiwiensis
- Babesia lengau
- Babesia leo
- Babesia major[1]
- Babesia microti – powoduje babeszjozę u ludzi
- Babesia motasi[2][1] – powoduje babeszjozę owiec
- Babesia occultans[1]
- Babesia odocoilei[3]
- Babesia orientalis[1]
- Babesia ovate
- Babesia ovis[2][1] – powoduje babeszjozę owiec
- Babesia pantherae
- Babesia perroncitoi[1]
- Babesia pitheci
- Babesia rhodaini[3]
- Babesia rossi[1]
- Babesia trautmanni[1]
- Babesia venatorum
- Babesia vogeli[1]

## Biologia pasożyta
Rozwój babeszji odbywa się u dwóch żywicieli. Pierwszym z nich jest kręgowiec, u którego pasożyt rozmnaża się przez podział w erytrocytach, czyli krwinkach czerwonych. Drugim żywicielem są bezkręgowce – kleszcze Ixodida, w których organizmach pierwotniaki rozmnażają się bezpłciowo drogą schizogonii. Powstałe z organizmu schizonta merozoity wnikają do komórek jajowych kleszcza. Mamy tutaj do czynienia z transowarialnym zarażaniem następnego pokolenia kleszczy.